# Aktivna požarna zaščita
Aktivna požarna zaščita je sestavni del protipožarne zaščite.

## Kategorije aktivne požarne zaščite

### Zatiranje ognja
Ogenj se lahko nadzoruje ali pa preneha ročno (gašenje) ali samodejno. Priročnik vključuje uporabo požarnega aparata ali sistem hidrant. Avtomatska sredstva lahko vključujejo šprinkler sistem (brizgalni sistem), odstranjevalec plinov ali sistem s peno za gašenje požarov. Avtomatsko preprečevalne sisteme se običajno najde v velikih komercialnih kuhinjah ali na drugih območjih visokega tveganja.

### Šprinkler sistemi
Šprinkler sistemi tvorijo del številnih aplikacij. Pri gašenju je voda priznano in učinkovito sredstvo. Šprinkler sistemi so primerni za zaščito industrijskih in poslovnih zgradb, manjše šprinkler sisteme pa uporabljamo tudi za zaščito domov.

### Javljalniki požarov
Javljalniki odkrijejo ogenj bodisi tako, da zaznajo dim, ogenj ali toploto, in z alarmom naznanjajo evakuacijo v sili, kakor tudi javijo požar lokalni gasilski brigadi.